# Wtykowate

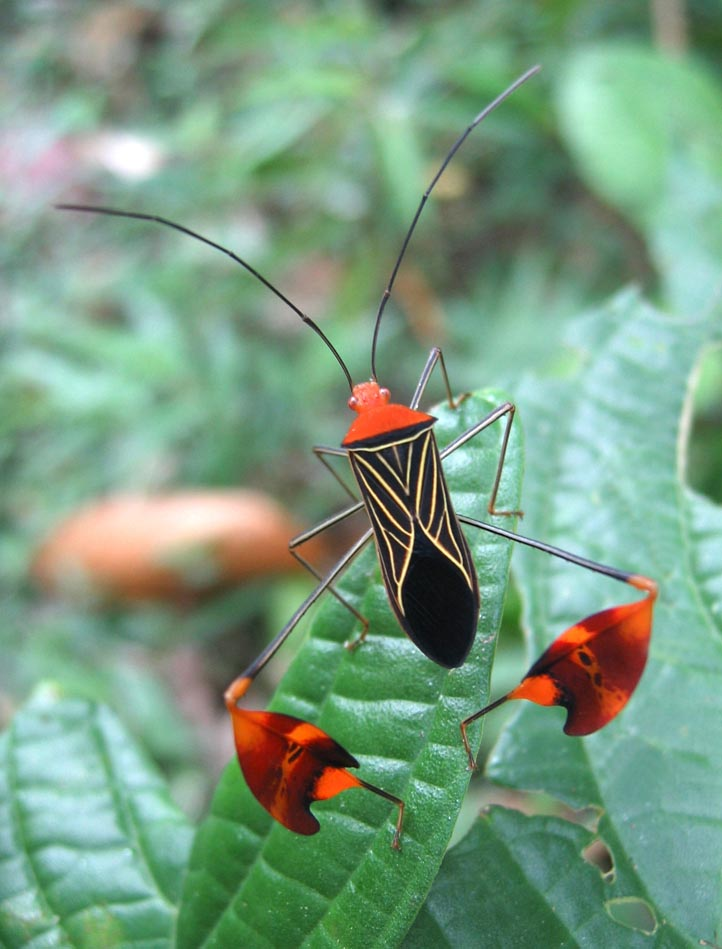
Anisocelis flavolineata

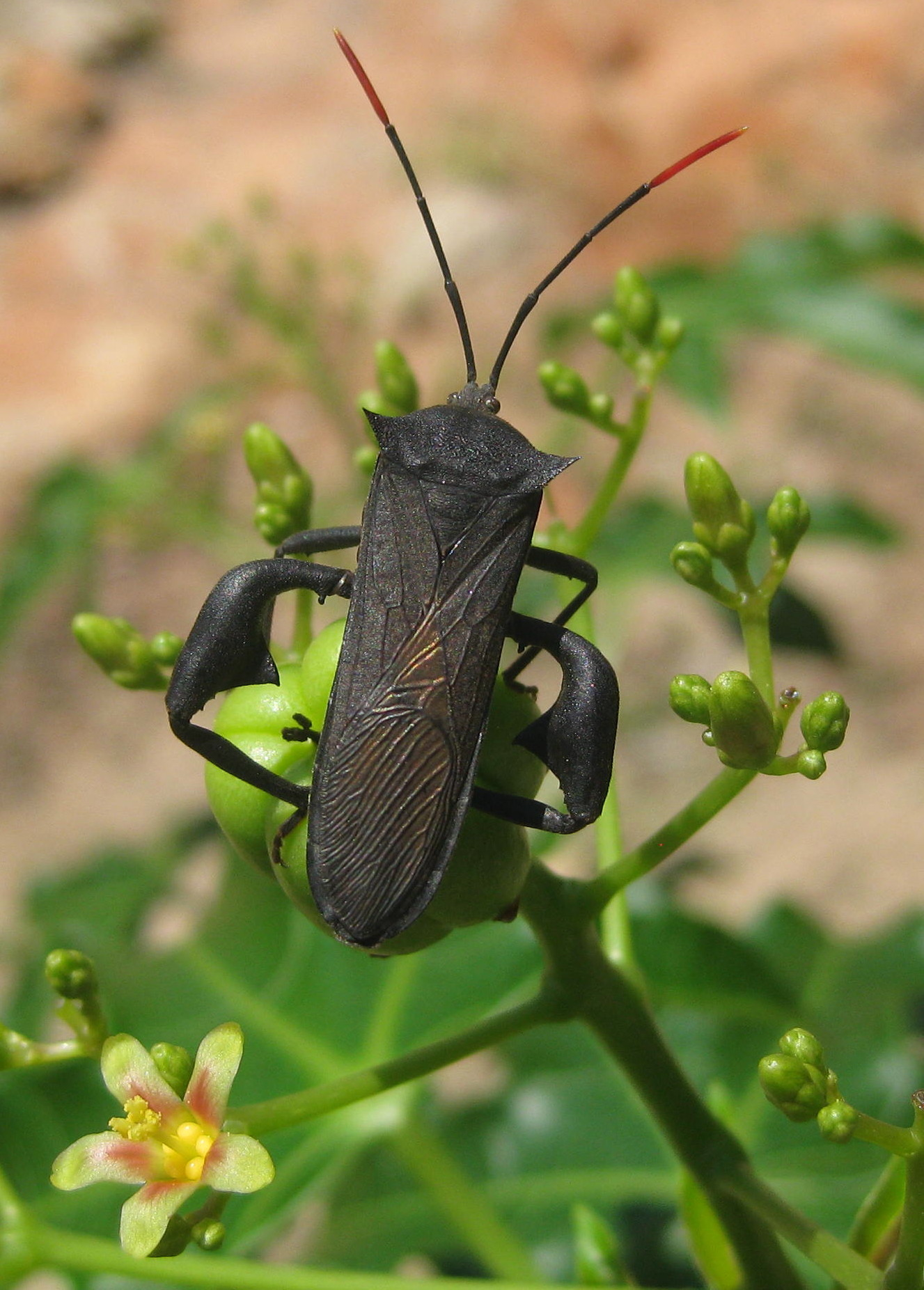
Anoplocnemis curvipes

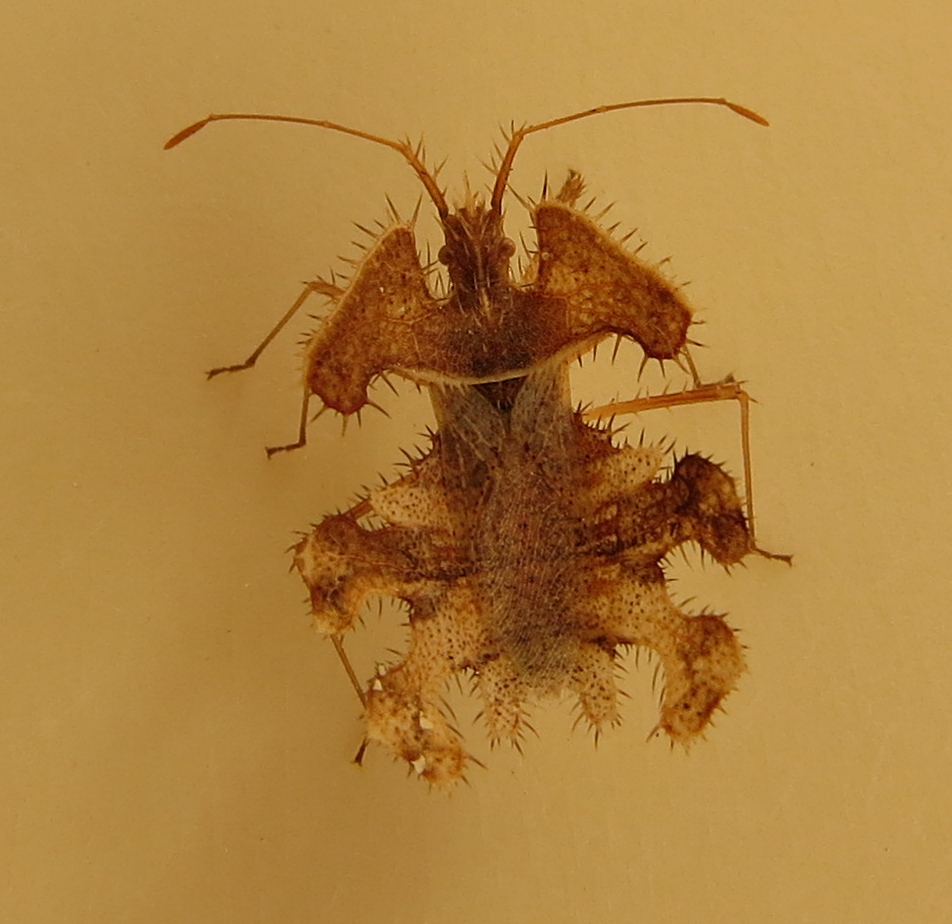
Pephricus

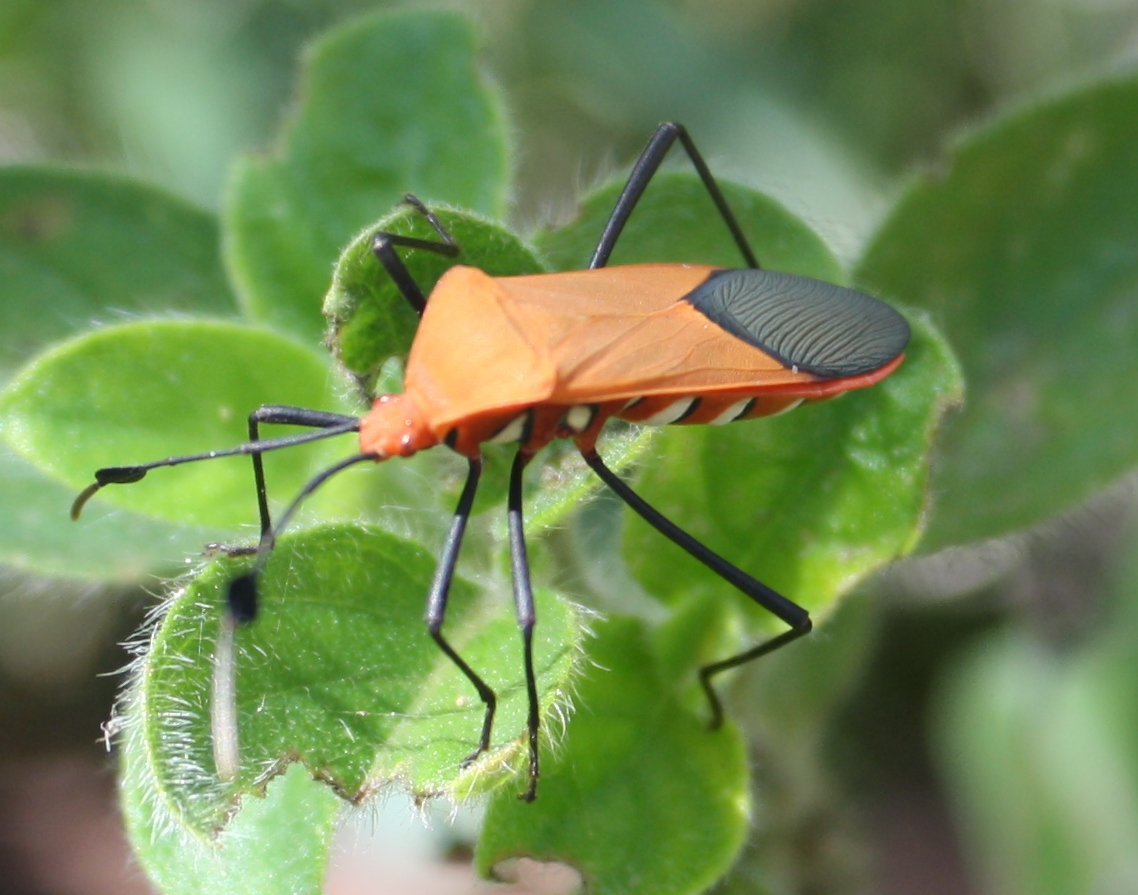
Galaesus hasticornis

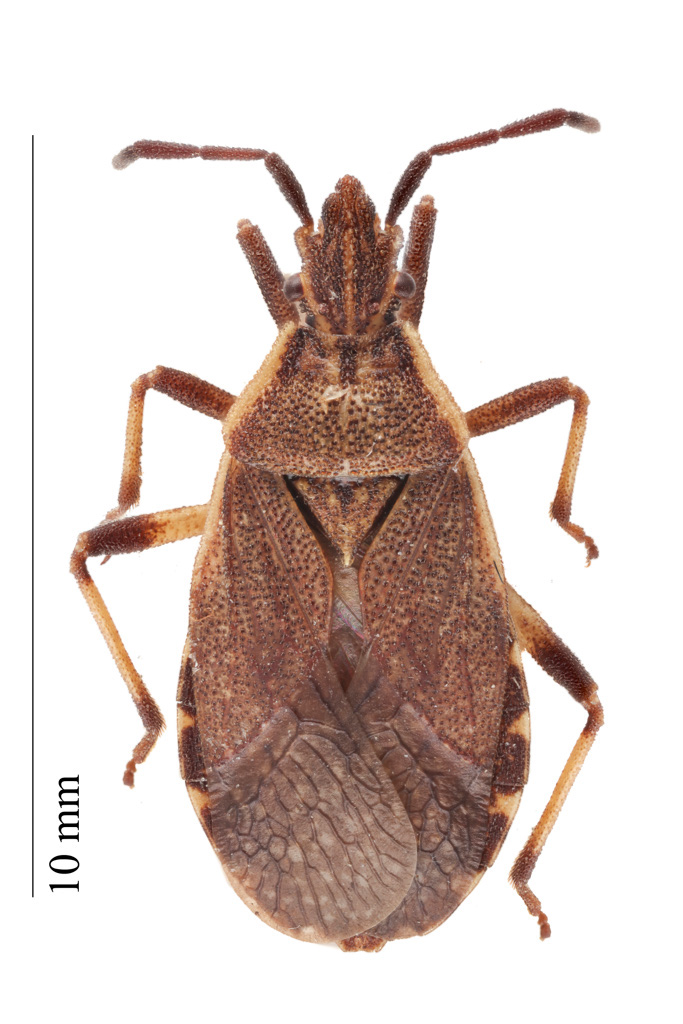
Nemocoris fallenii

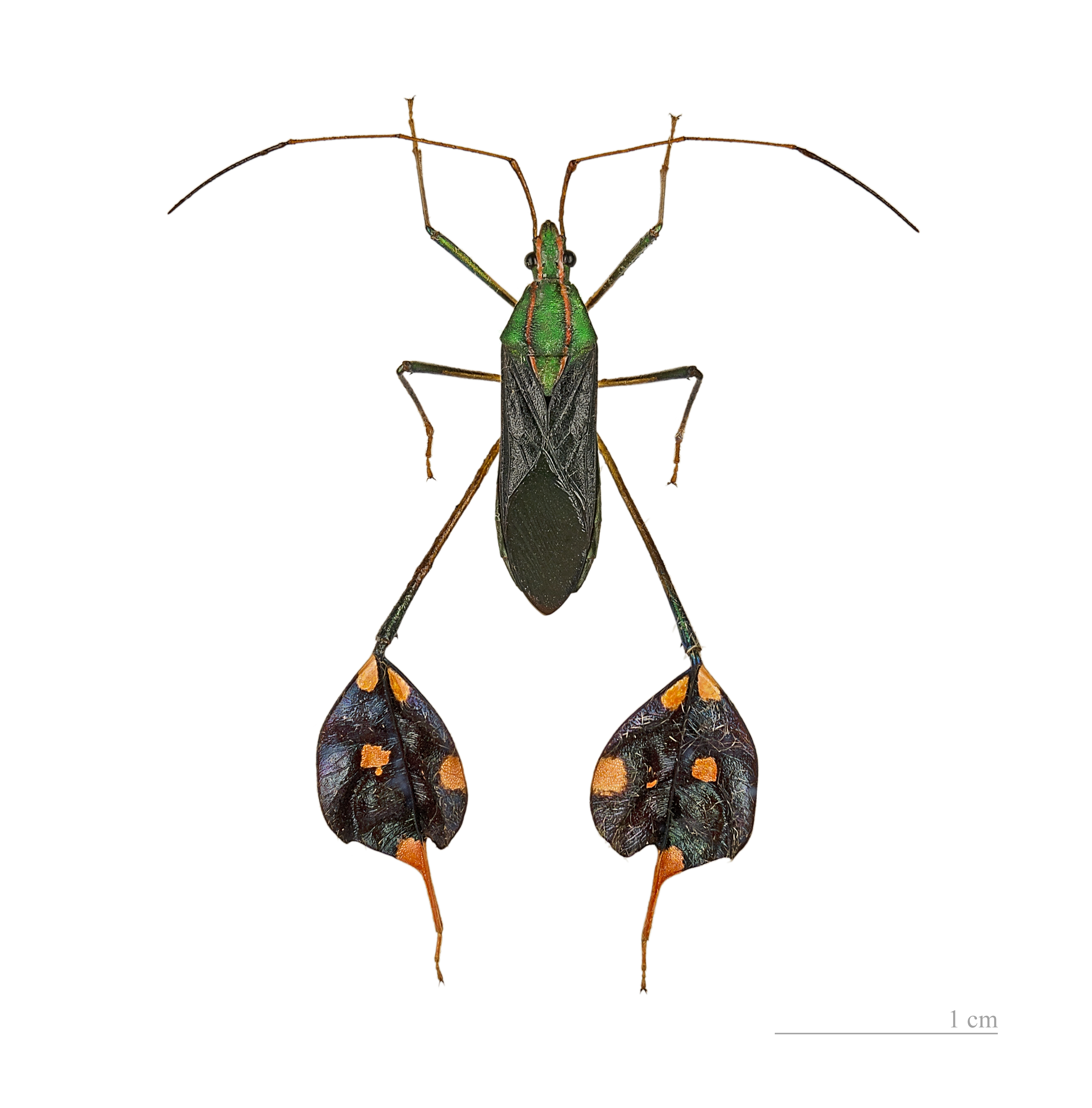
Diactor bilineatus

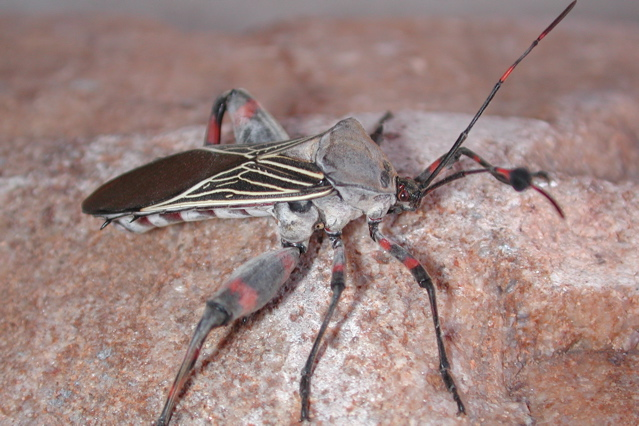
Thasus

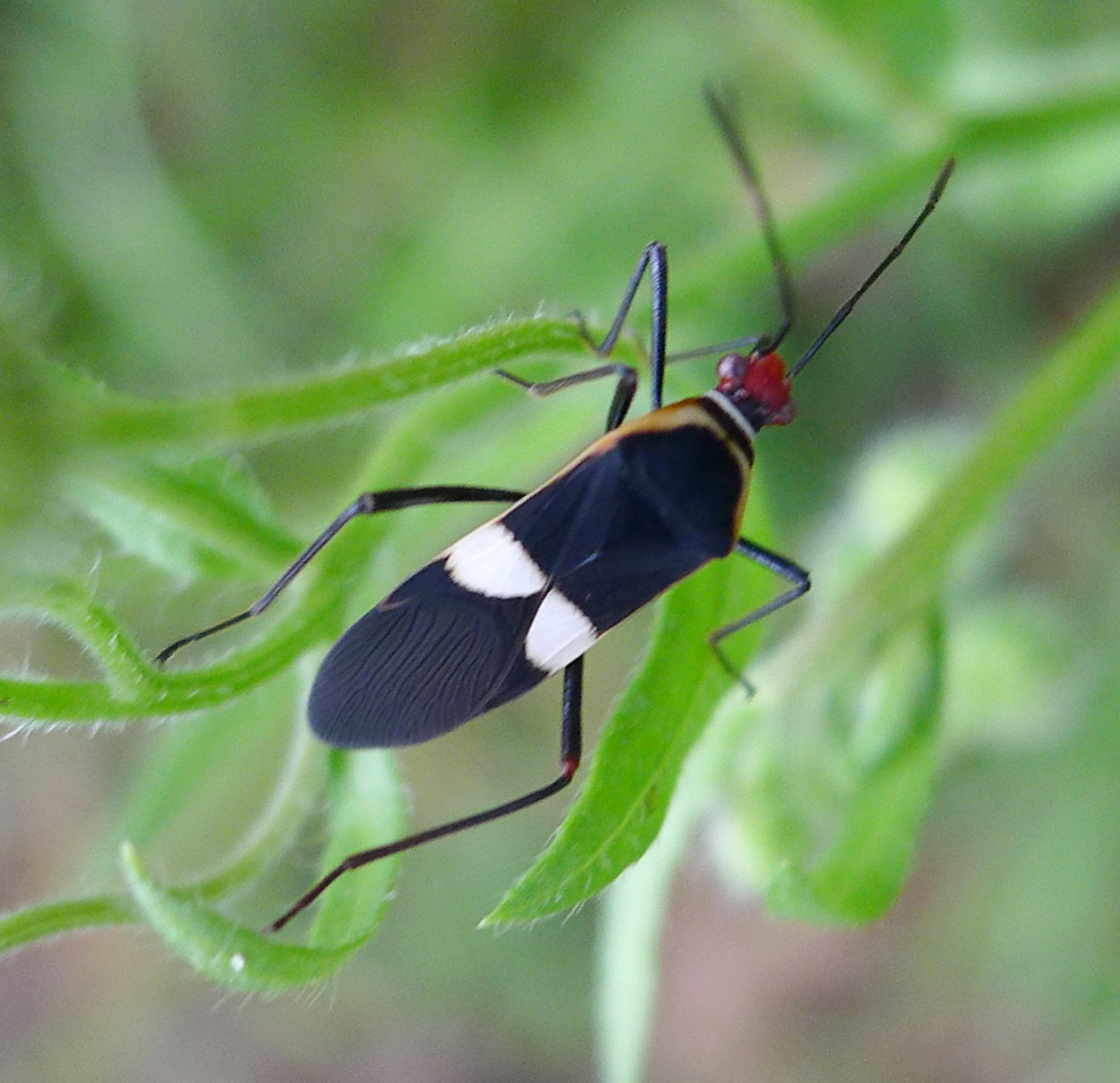
Hypselonotus interruptus

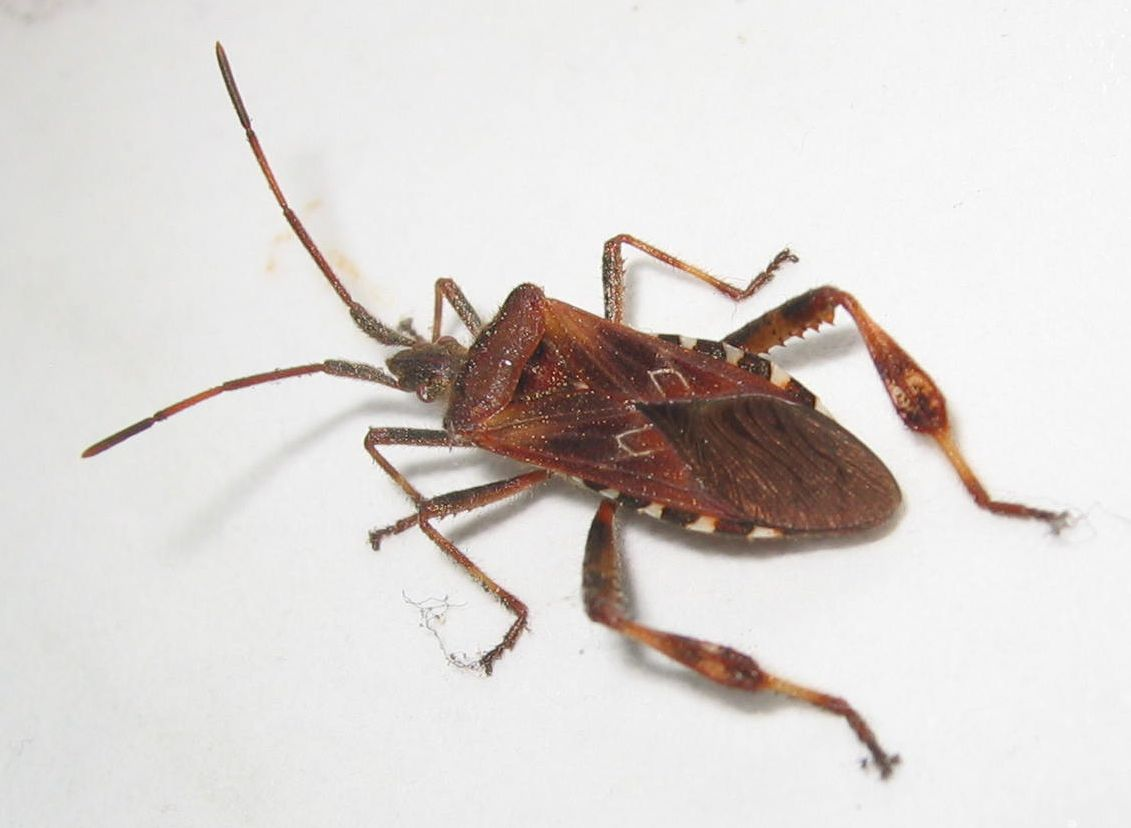
Wtyk amerykański

Wtykowate (Coreidae) – rodzina owadów z rzędu pluskwiaków i podrzędu różnoskrzydłych. Kosmopolityczna, ale najliczniej reprezentowana w strefie tropikalnej i subtropikalnej. Obejmuje ponad 2570 opisanych gatunków, sklasyfikowanych w ponad 500 rodzajach. Wszystkie są fitofagami ssącymi. W zapisie kopalnym znana od karniku w triasie.

## Morfologia
Owady o ciele długości od 7 do 45 mm, w przypadku fauny środkowoeuropejskiej do 20 mm. Do rodziny tej należą jedne z największych przedstawicieli pluskwiaków lądowych – rodzaj Thasus. Kształt ciała jest zróżnicowany. Dominują formy o ciele przysadzistym, podługowatym do szeroko-owalnego. Zdarzają się jednak formy ciele smukłym i delikatnym. Częsta u wtykowatych jest obecność liściowatego lub innego kształtu wyrostków na drugim lub trzecim członie czułków oraz udach lub goleniach ostatniej pary odnóży. U licznych gatunków na ciele występują guzki lub kolce, zwłaszcza w kątach barkowych. Ubarwienie zwykle jest stonowane, maskujące. U części gatunków tropikalnych występują jaskrawe barwy metaliczne o funkcji mylącej dla napastnika. Mniej liczne gatunki mają kontrastowe ubarwienie ostrzegawcze.
Głowa zwykle jest mała, czworokątna w zarysie. Czułki osadzone są powyżej linii poprowadzonej przez środki oczu złożonych i ich nasady są dobrze dostrzegalne w widoku grzbietowym. Za nadustkiem występować może podłużna bruzda, a przy podstawach czułków kolce. Charakterystyczną cechą rodziny są policzki (bukule) wyciągnięte poza nasady czułków.
Tułów może mieć przedplecze płaskie do silnie uwypuklonego. Powierzchnia tarczki jest gładka lub wyposażona w żeberka. Dominują formy długoskrzydłe. Formy krótkoskrzydłe i bezskrzydłe spotyka się bardzo rzadko; formy bezskrzydłe dominują jednak w plemieniu Agriopocorini. Półpokrywy cechują się obecnością żyłki subkostalnej oraz obecnością licznych żyłek na zakrywkach. Gruczoły zapachowe zatułowia mają niewielkie, czasem wyniesione ujście.
Odwłok ma wszystkie przetchlinki umieszczone po stronie brzusznej z wyjątkiem Agriopocorini, u których część przetchlinek umieszczona jest brzegowo i niektóre widoczne są od strony grzbietowej. Sternity segmentów od trzeciego do szóstego mają trzy trichobotria, a segmentów drugiego i siódmego dwa trichobotria. Zazwyczaj wewnętrzne laterotergity są wykształcone. Paratergity ósmy i dziewiąty są oddzielone do tergitów. Samice mają sternit siódmy zwykle wcięty do połowy długości, ale bywa też wcięty na całej długości, jak i zupełnie wcięcia pozbawiony. Pokładełko ma spłaszczone, płytkowate walwule. Spermateka pozbawiona jest pompy dystalnej, natomiast pompa proksymalna zwykle jest obecna. Kanalik spermateki zazwyczaj jest krótki.
Jaja wtykowatych zwykle mają nibywieczko (pseudoperculum) w postaci dobrze wyodrębnionej, okrągłej czapeczki. Wśród Pseudophloeinae i Hydarinae spotyka się jednak jaja nibywieczka pozbawione. Mikropyle często są liczne, może być ich do około 60. Stadia larwalne mają ujścia grzbietowych gruczołów zapachowych odwłoka zlokalizowane pomiędzy tergitami czwartym i piątym oraz piątym i szóstym.

## Biologia i ekologia
Wszystkie wtykowate są fitofagami ssącymi. W większości żerują na nadziemnych, wegetatywnych organach roślin. Nieliczne wysysają nasiona lub żerują na organach generatywnych. Spotykane są wśród wtykowatych gatunki polifagiczne, oligofagiczne i monofagiczne. Wiele gatunków, a nawet całych plemion wyspecjalizowanych jest w przedstawicielach bobowatych. Gatunki polifagiczne najczęściej związane są z roślinami jednorocznymi.
Niektóre gatunki potrafią się komunikować, wytwarzając dźwięki poprzez strydulację. U niektórych gatunków samce wykazują terytorializm. Zajmują niewielką przestrzeń, np. kwiatostan, i toczą o nią walki z innymi samcami. W potyczkach tych wykorzystywane są często powiększone, zaopatrzone w szeregi kolców uda tylnej pary odnóży. Samice u części gatunków wykazują troskę rodzicielską nosząc jaja przy sobie. Zmniejsza to szansę na zasiedlenie jaj przez parazytoidy.
U niektórych gatunków występuje zjawisko migracji sezonowej, np. z pól uprawnych w góry.

## Rozprzestrzenienie
Rodzina kosmopolityczna, najliczniej reprezentowana w strefie tropikalnej i subtropikalnej. Do fauny krainy palearktycznej zalicza się 305 gatunków z 84 rodzajów. W Polsce stwierdzono występowanie 17 gatunków (zobacz: wtykowate Polski). Z Australii wykazano 92 gatunki z 46 rodzajów, w tym 25 rodzajów i 64 gatunki endemiczne.

## Taksonomia i ewolucja
Do rodziny tej należy ponad 2570 opisanych gatunków, sklasyfikowanych w ponad 500 rodzajach. Takson ten wprowadzony został w 1815 roku przez Williama Elforda Leacha pod nazwą Coreides. Autor ów zdefiniował tę rodzinę szerzej, zaliczając doń także taksony klasyfikowane współcześnie wśród wysysowatych i symyczykowatych. Współcześnie wszystkie te trzy rodziny klasyfikuje się wraz z Hyocephalidae, Stenocephalidae oraz wymarłymi Trisegmentatidae i Yuripopovinidae w nadrodzinie Coreoidea w obrębie infrarzędu Pentatomomorpha.
Sposób podziału wtykowatych na podrodziny i plemiona odznacza się dużą zmiennością na przestrzeni lat i między autorami. Współcześnie najczęściej przyjmowany jest podział na 4 podrodziny i 37 plemion:
- Coreinae Leach, 1815
  - Acanthocephalini Stål, 1870
  - Acanthocerini Bergroth, 1913
  - Acanthocorini Amyot & Serville, 1843
  - Agriopocorini Miller, 1954
  - Amorbini Stål, 1873
  - Anhomoeini Hsiao, 1964
  - Anisoscelini Laporte, 1832
  - Barreratalpini Brailovsky, 1988
  - Chariesterini Stål, 1868
  - Chelinideini Blatchley, 1926
  - Cloresmini Stål, 1873
  - Colpurini Breddin, 1900
  - Coreini Leach, 1815
  - Cyllarini Stål, 1873
  - Daladerini Stål, 1873
  - Dasynini Bergroth, 1913
  - Discogastrini Stål, 1868
  - Gonocerini Mulsant & Rey, 1870
  - Homoeocerini Amyot & Serville, 1843
  - Hypselonotini Bergroth, 1913
  - Latimbini Stål, 1873
  - Manocoreini Hsiao, 1964
  - Mecocnemini Hsiao, 1964
  - Mictini Amyot & Serville, 1843
  - Nematopodini Amyot & Serville, 1843
  - Petascelini Stål, 1873
  - Phyllomorphini Mulsant & Rey, 1870
  - Placoscelini Stål, 1868
  - Prionotylini Puton, 1872
  - Procamptini Ahmad, 1964
  - Sinotagini Hsiao, 1963
  - Spartocerini Amyot & Serville, 1843
- Hydarinae Stål, 1873
- Meropachyinae Stål, 1868
  - Merocorini Stål, 1870
  - Meropachyini Stål, 1868
  - Spathophorini Kormilev, 1954
- Pseudophloeinae Stål, 1868
  - Clavigrallini Stål, 1873
  - Pseudophloeini Stål, 1868

Stosowane powszechnie podziały Coreoidea przypuszczalnie nie odzwierciedlają ich filogenezy. Na siostrzaną relację Hydarinae ze smyczykowatymi wskazują wyniki analiz molekularnych Hua i innych z 2008 roku, Songa i innych z 2012 roku, Yuana i innych z 2015 roku oraz Zhao i innych z 2018 roku. Według analizy molekularnej Forthmana, Miller i Kimball z 2019 roku Hydarinae zajmują pozycję siostrzaną względem Micrelytrinae w obrębie smyczykowatych, Pseudophloeinae pozycję siostrzaną względem Alydinae (również w obrębie smyczykowatych), a Meropachyinae zagnieżdżają się w obrębie Coreinae.
Najstarsze skamieniałości wtykowatych pochodzą z karniku w triasie i należą do Kerjiecoris oopsis. Z jury znane są skamieniałości rodzaju Weichangicoris, a z kredy rodzajów Bibiticen, Corioides i Kezuocoris. Liczniejszy jest zapis kopalny tej rodziny z kenozoiku.

## Znaczenie gospodarcze
W rolnictwie niektóre gatunki notowane są jako szkodniki. Dotyczy to zwłaszcza pewnych gatunków strefy tropikalnej i subtropikalnej żerujących na ryżu, fasoli, soi, ogórkach i dyniach. Przedstawiciele rodzaju Amblypelta są szkodnikami kakaowca, manioku, kokosa, gujawy pospolitej i papai. W Indiach istotne szkody w roślinach strączkowych, w tym nikli indyjskiej, powoduje Clavigralla gibbosa. Z kolei żerujący na opuncjach przedstawiciele rodzaju Chelinidea wykorzystywani są do zwalczania tych roślin w Australii, gdzie są inwazyjne.